# Park Hye-jeong
Park Hye-jeong (Ansan, 12 de março de 2003) é uma halterofilista sul-coreana, medalhista olímpica.

## Carreira
Ela começou sua carreira como levantadora de peso em Ansan quando estava em seu primeiro ano na Seonbu Middle School. Em 2019, ela foi selecionada para a seleção juvenil sul-coreana e participou do Campeonato Asiático de Atletismo Juvenil de 2019, realizado em Pyongyang. Ela estabeleceu novos recordes juvenis com 110 kg no snatch, 145 kg no clean and jerk e 255 kg no total, derrotando Aysamal Sansizbayeva (Cazaquistão) e Tang Zhiji (Taipei, China) para ganhar o título.
Selecionada como membro da equipe nacional júnior de 2022, ela participou do Campeonato Mundial Júnior de Halterofilismo de 2022 realizado em Heraclião, Grécia e ganhou medalhas de ouro com recordes de 120 kg no snatch, 161 kg no clean and jerk. Em julho, ela competiu no Campeonato Asiático Júnior de 2022 em Tashkent, Uzbequistão, onde ganhou medalhas de ouro, derrotando Sansizbayeva com recordes de 115 kg no snatch, 155 kg no clean and jerk e 270 kg no total.
Ela foi selecionada para a seleção nacional sênior e se classificou para o Campeonato Mundial de Halterofilismo de 2022, na Colômbia, em dezembro. Nesta competição, ela ficou em 8º lugar com 119 kg no snatch, 155 kg no clean and jerk e 274 kg no total. No ano seguinte, em maio de 2023, ela competiu no Campeonato Asiático de 2023 em Jinju, Coreia do Sul, ganhando medalhas de prata com recordes de 127 kg no snatch, 168 kg no clean and jerk e 295 kg no total. Mais tarde, no Campeonato Mundial de Halterofilismo de 2023 realizado em Riad, Arábia Saudita, em setembro, ela ficou em primeiro lugar tanto no snatch quanto no clean and jerk com um peso de 123 kg, um clean and jerk de 165 kg e um total de 289 kg.
Park competiu nas Olimpíadas de Verão de 2024 em Paris, França. Ela levantou 131 kg no snatch (que era seu recorde pessoal), depois 168 kg no clean and jerk. Sua pontuação total de 299 pontos lhe rendeu uma medalha de prata e estabeleceu um novo recorde de pontuação de levantamento para a Coreia do Sul.